# 麦冬
麥門冬（学名：Ophiopogon japonicus），为天门冬科沿阶草属下的一个植物种。又名:沿階草、書帶草、麥冬、寸冬、川麥冬。

## 形态
多年生常绿草本，株高12～40厘米，根状茎粗壮，有细长的葡萄茎、须根，须根先端或中部常膨大成纺锤形的肉质小块根。狭线形叶片丛生。夏末抽花茎，总状花序顶生，紫色或白色花。球形浆果，成熟时为蓝黑色。

## 外部連結
- 麥冬 （页面存档备份，存于） 藥用植物圖像數據庫 (香港浸會大學中醫藥學院) （中文）（英文）
- 麥冬 中藥材圖像數據庫  (香港浸會大學中醫藥學院) （中文）（英文）
- 麥冬 Mai Dong （页面存档备份，存于） 中藥標本數據庫 (香港浸會大學中醫藥學院) （繁體中文）（英文）
- 麥冬 （页面存档备份，存于） 中藥方劑圖像數據庫 (香港浸會大學中醫藥學院) （中文）（英文）